# Coupe du Sénégal
La Coupe du Sénégal è una competizione calcistica ad eliminazione diretta organizzata dalla Federazione calcistica del Senegal.

## Vincitori
| Stagione | Campione                    | Risultato     | Finalista            |
| -------- | --------------------------- | ------------- | -------------------- |
| 1961     | Espoir Saint-Louis          | 1-1, 1-0      | AAS Saint-Louisienne |
| 1962     | Jeanne d'Arc                | 6-1           | Foyer de Casamance   |
| 1963     | Rail                        | 3-2           | Olympique de Ngor    |
| 1964     | Ouakam                      | 1-0           | Olympique Thiès      |
| 1965     | Gorée                       | 2-1           | Olympique Thiès      |
| 1966     | AAS Saint-Louisienne        |               |                      |
| 1967     | Foyer France                | 2-1           | Gorée                |
| 1968     | Foyer France                | 4-0           | Gorée                |
| 1969     | Jeanne d'Arc                |               |                      |
| 1970     | Diaraf                      | 3-1           | Almadies             |
| 1971     | La Linguère                 | 3-0           | Diaraf               |
| 1972     | Gorée                       | 2-1           | Jeanne d'Arc         |
| 1973     | Diaraf                      | 2-0           | Jeanne d'Arc         |
| 1974     | Jeanne d'Arc                | 2-1           | ASFA Dakar           |
| 1975     | Diaraf                      | 2-0           | ASF Police           |
| 1976     | ASF Police                  | 3-1           | Diaraf               |
| 1977     | Saltigues Rufisque          | 1-0           | Dial Diop            |
| 1978     | ASF Police                  | 3-0           | Gorée                |
| 1979     | Casa Sports                 | 2-0           | Diaraf               |
| 1980     | Jeanne d'Arc                | 1-0           | Casa Sports          |
| 1981     | ASF Police                  | 3-1           | Diaraf               |
| 1982     | Diaraf                      | 2-1           | ASF Police           |
| 1983     | Diaraf                      | 1-0           | ASF Police           |
| 1984     | Jeanne d'Arc                | 1-0           | La Linguère          |
| 1985     | Diaraf                      | 1-0           | ASEC Ndiambour       |
| 1986     | Douanes                     | 1-0           | Jeanne d'Arc         |
| 1987     | Jeanne d'Arc                | 1-0           | SEIB Diourbel        |
| 1988     | La Linguère                 | 1-0           | Saltigues Rufisque   |
| 1989     | Ouakam                      | 1-0           | ASFA Dakar           |
| 1990     | La Linguère                 | 1-0           | Port Autonome        |
| 1991     | Diaraf                      | 2-1           | Jeanne d'Arc         |
| 1992     | Gorée                       | 2-1           | Diaraf               |
| 1993     | Diaraf                      | 2-0           | La Linguère          |
| 1994     | Diaraf                      | 1-0           | ASC CS Sucrière      |
| 1995     | Diaraf                      | 2-0           | Douanes              |
| 1996     | Gorée                       | 1-0           | ASEC Ndiambour       |
| 1997     | Douanes                     | 3-1           | La Linguère          |
| 1998     | ASC Yeggo                   | 1-0           | Gorée                |
| 1999     | ASEC Ndiambour              | 1-1 (3-0 dtr) | Sonacos              |
| 2000     | Port Autonome               | 4-0           | ASC Saloum           |
| 2001     | Sonacos                     | 1-0           | Gorée                |
| 2002     | Douanes                     | 1-1 (4-1 dtr) | Sonacos              |
| 2003     | Douanes                     | 1-0           | ASC Thiès            |
| 2004     | Douanes                     | 2-1           | Diaraf               |
| 2005     | Douanes                     | 1-0           | Dakar                |
| 2006     | Ouakam                      | 1-0           | Médiour              |
| 2007     | La Linguère                 | 1-0           | Douanes              |
| 2008     | Diaraf                      | 1-0           | Stade de Mbour       |
| 2009     | Diaraf                      | 1-0           | Cambérène            |
| 2010     | Touré Kunda                 | 0-0 (5-4 dtr) | Gorée                |
| 2011     | Casa Sports                 | 1-0           | Touré Kunda          |
| 2012     | A.S.C. des HLM              | 0-0 (4-3 dtr) | Renaissance de Dakar |
| 2013     | Diaraf                      | 1-1 (2-1 dtr) | Casa Sports          |
| 2014     | Pikine                      | 2-1           | Olympique de Ngor    |
| 2015     | Génération Foot             | 0-0 (4-3 dtr) | Casa Sports          |
| 2016     | Template:Calcio Niary Tally | 3-0           | Casa Sports          |
| 2017     | Mbour Petite-Côte           | 1-0           | Stade de Mbour       |
| 2018     | Génération Foot             | 2-0           | Renaissance de Dakar |
| 2019     | Teungueth                   | 1-0           | Gorée                |
| 2020     | cancellata                  | cancellata    | cancellata           |
| 2021     | Casa Sports                 | 1-0           | Diambars             |
| 2022     | Casa Sports                 | 3-0           | Étoile Lusitana      |
| 2023     | Diaraf                      | 2-1           | Stade de Mbour       |

## Vittorie per squadra
| Club                               | Vittorie | Finali perse | Stagioni                                                                                       |
| ---------------------------------- | -------- | ------------ | ---------------------------------------------------------------------------------------------- |
| Diaraf (Dakar)1                    | 16       | 6            | 1967, 1968, 1970, 1973, 1975, 1982, 1983, 1985, 1991, 1993, 1994, 1995, 2008, 2009, 2013, 2023 |
| Jeanne d'Arc (Dakar)               | 6        | 4            | 1962, 1969, 1974, 1980, 1984, 1987                                                             |
| Douanes                            | 6        | 2            | 1986, 1997, 2002, 2003, 2004, 2005                                                             |
| Gorée (Gorée)                      | 4        | 7            | 1965, 1972, 1992, 1996                                                                         |
| Casa Sports (Ziguinchor)           | 4        | 5            | 1979, 2011, 2021, 2022                                                                         |
| La Linguère (Saint-Louis)          | 4        | 3            | 1971, 1988, 1990, 2007                                                                         |
| ASF Police (Dakar) 2               | 3        | 3            | 1976, 1978, 1981                                                                               |
| Ouakam (Dakar)                     | 3        | -            | 1964, 1989, 2006                                                                               |
| Génération Foot                    | 2        | -            | 2015, 2018                                                                                     |
| Sonacos 3                          | 1        | 3            | 2001                                                                                           |
| ASEC Ndiambour (Louga)             | 1        | 2            | 1999                                                                                           |
| Port Autonome (Dakar)              | 1        | 1            | 2000                                                                                           |
| AAS Saint-Louisienne (Saint-Louis) | 1        | 1            | 1966                                                                                           |
| Saltigues Rufisque (Rufisque)      | 1        | 1            | 1977                                                                                           |
| Touré Kunda (Mbour)                | 1        | 1            | 2010                                                                                           |
| Espoir Saint-Louis                 | 1        | -            | 1961                                                                                           |
| Pikine                             | 1        | -            | 2014                                                                                           |
| A.S.C. des HLM                     | 1        | -            | 2012                                                                                           |
| Rail (Thiès)                       | 1        | -            | 1963                                                                                           |
| Yeggo Dakar (Dakar)                | 1        | -            | 1998                                                                                           |
| ASC Niary Tally                    | 1        | -            | 2016                                                                                           |
| Mbour Petite-Côte                  | 1        | -            | 2017                                                                                           |
| Teungueth                          | 1        | -            | 2020                                                                                           |
| ASFA Dakar                         | -        | 2            | -----                                                                                          |
| Dakar (Dakar)                      | -        | 2            | -----                                                                                          |
| Olympique de Ngor                  | -        | 2            | -----                                                                                          |
| Renaissance de Dakar               | -        | 2            | -----                                                                                          |
| Stade de Mbour                     | -        | 3            | -----                                                                                          |
| Olympique Thiès                    | -        | 1            | -----                                                                                          |
| Almadies                           | -        | 1            | -----                                                                                          |
| Cambérène                          | -        | 1            | -----                                                                                          |
| ASC Sucrière                       | -        | 1            | -----                                                                                          |
| Dial Diop                          | -        | 1            | -----                                                                                          |
| Diambars                           | -        | 1            | -----                                                                                          |
| Étoile Lusitana                    | -        | 1            | -----                                                                                          |
| Médiour (Rufisque)                 | -        | 1            | -----                                                                                          |
| Saloum                             | -        | 1            | -----                                                                                          |
| ASC Thiès                          | -        | 1            | -----                                                                                          |

- 1 : Include il Foyer France.
- 2 : Anche conosciuto come ASC Forces de Police.
- 3 : Include il SEIB Diourbel e il SONACOS.